# Albert Kraus
Albert Kraus (ur. 3 sierpnia 1980 w Oss) – holenderski kick-boxer wagi średniej. Pierwszy mistrz K-1 MAX (2002).

## Kariera sportowa

### Początki
Kick-boxing trenuje od 14 roku życia. Mając 18 lat zawodowo zadebiutował w kick-boxingu nokautując rywala. Przez pierwsze lata kariery rywalizował przede wszystkim w kraju zdobywając m.in. mistrzostwo Beneluxu (2000) i WKA (2001). W lutym 2002 roku zadebiutował w japońskiej organizacji K-1 natomiast 11 maja 2002 roku wystąpił w pierwszym w historii turnieju finałowym K-1 World MAX, gdzie pokonał wszystkich trzech rywali zdobywając mistrzostwo. Rok później ponownie doszedł do finału po uprzednim pokonaniu Andy'ego Souwera w ćwierćfinale i Duane'a Ludwiga w półfinale, ale uległ w nim przez nokaut Japończykowi Masato.

### 2003–2007
Po przegranym finale walczył naprzemiennie w Japonii i rodzimej Holandii gdzie pokonywał m.in. Genkiego Sudo czy Jadambę Narantungalaga. W lipcu 2004 wziął udział w swoim trzecim turnieju finałowym K-1 World MAX kończąc rywalizację na półfinale w którym uległ ponownie Masato. 23 lutego 2005 pokonał po dogrywce thai-boxera Buakawa Por. Pramuka, natomiast 4 maja 2005 wypunktował Południowoafrykańczyka Virgila Kalakodę kwalifikując się do kolejnego finału K-1. W samym finale (20 lipca 2005) ponownie odpadł w 1/2, przegrywając w rewanżu z Buakawem – wcześniej bo w ćwierćfinale pokonał Australijczyka Johna Wayne Parra na punkty.
W kwietniu 2006 wygrał z Ali Gunyarem, zapewniając sobie miejsce ponownie w głównym turnieju K-1 (30 czerwca 2006) jednak tym razem zakończył go jeszcze wcześniej niż w poprzednich latach, odpadając już w pierwszym pojedynku w walce z Ormianinem Gago Drago. W lutym 2007 niespodziewanie przegrał przez nokaut z Muratem Direkçim, a dwa miesiące później z Japończykiem Tatsujim na punkty.
3 października 2007 podczas K-1 World MAX 2007 pokonał w 1/4 turnieju Yoshihiro Satō jednak w kolejnym etapie uległ Souwerowi.

### 2008–2011
Rok 2008 rozpoczął się źle dla Krausa, 26 lutego przegrał z Marokańczykiem Faldirem Chahbarim gdzie stawką pojedynku był pas mistrza świata WFCA w formule muay thai. Jeszcze gorzej było w kwietniu gdyż pierwszy raz od debiutu w K-1 nie zakwalifikował się do finałowej ósemki World Max, przegrywając w decydującym starciu z Buakawem Por. Pramukiem. Mimo, to szybko wrócił na właściwe tory wygrywając do końca roku cztery pojedynki m.in. nad czołowymi zawodnikami kategorii MAX (do 70 kg) Mikiem Zambidisem i Buakawem Por. Pramukiem. W 2009 i 2010 kwalifikował się do finałowych turniejów K-1 jednak rywalizację kończył już na ćwierćfinałach ulegając dwukrotnie Giorgio Petrosyanowi.
19 listopada 2011 został mistrzem SUPERKOMBAT Fighting Championship w wadze średniej nokautując Niemca Alexandera Schmitta.

### 2012–2017
W 2012 związał się z Glory World Series, a zadebiutował dla niej 26 maja 2012 pokonując Mohameda El-Mira. 23 maja 2013 zanotował drugie zwycięstwo w organizacji wygrywając z Warrenem Stevelmansem jednogłośnie na punkty. 3 maja 2013 podczas GLORY 8 w Tokio nieoczekiwanie przegrał przez KO z Andym Ristie. Porażka z Surinamczykiem zapoczątkowała fatalną serię czterech porażek z rzędu w tym trzech dla GLORY m.in. z Ky Hollenbeckiem. Słaba postawa Holendra ostatecznie skutkowała nieprzedłużeniem kontraktu na następne walki.
W czasie występowania dla GLORY wyjechał do Chin, gdzie 1 stycznia 2013 wygrał noworoczny turniej Wu Lin Feng 70 kg Tournament. W kolejnych latach walczył m.in. dla chińskich organizacji Wu Lin Feng i Kunlun Fight, rywalizując tamże przede wszystkim z lokalnymi zawodnikami z którymi głównie wygrywał przed czasem jednak nie osiągał tam znaczących sukcesów.
22 września 2017 w Stambule zdobył swój pierwszy od 2011 tytuł mistrzowski, pokonując Turka Erkana Varola na punkty. Stawką był pas mistrzowski organizacji Mix Fight Gala (MFG).

### Kariera bokserska
W 2012 zadebiutował w boksie wygrywając z Valentinem Cimpoeru. Jak dotąd stoczył pięć zwycięskich pojedynków.

## Osiągnięcia
- 2000: mistrz Beneluxu
- 2001: mistrz świata WKA
- 2002: mistrz K-1 World MAX
- 2003: wicemistrz K-1 World MAX
- 2005–2006: mistrz świata IKBA w muay thai (-70 kg)
- 2008: mistrz King Of The Ring w muay thai w wadze super półśredniej
- 2011: mistrz SUPERKOMBAT w wadze średniej
- 2013: Wu Lin Feng 70 kg Tournament – 1. miejsce
- 2017: mistrz MFG w kat. 72 kg